# 4-й піхотний полк (Австро-Угорщина)
4-й Нижньоавстрійський піхотний полк великого магістра Німецького (Тевтонського) ордену (нім. k.u.k. Infanterieregiment Hoch- und Deutschmeister Nr. 4) — піхотний полк Спільної армії Збройних сил Австро-Угорщини, також відомий як "Дойчмайстери."

## Історія

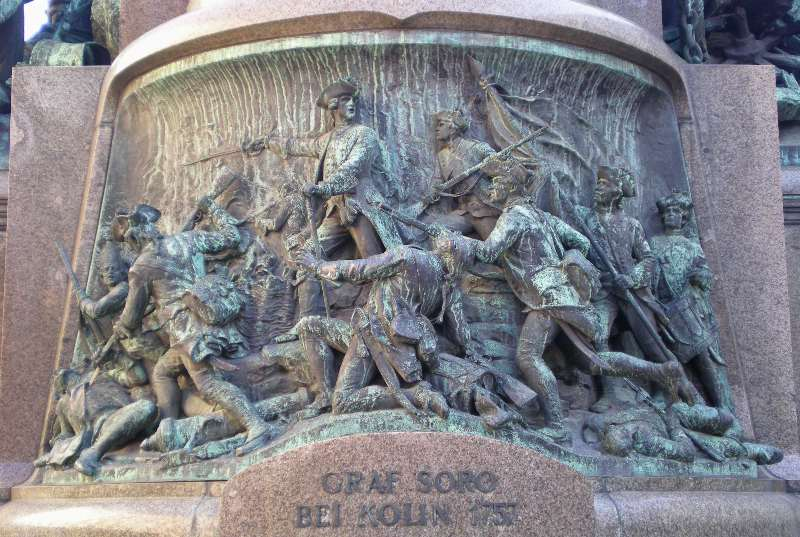
Барельєф «Граф Соро при Коліні, 1757». Монумент 4-му полку у Відні.

Полк було сформовано у 1696 р. за договором імператора Леопольда I з Гросмейстером Німецького ордена Францем Людвігом Пфальц-Нейбурзьким, який став командиром та шефом полку. Протягом всієї історії існування полку його шефами були Великі магістри Тевтонського ордену. Офіційним днем створення полку вважається 3 червня 1696 р., коли він заступив на службу імператору.
Полк остаточно не припинив своє існування після 1918 р. Він існував у міжвоєнній Австрії, а після її окупації Третім Рейхом його правонаступником стала 44-а піхотна дивізія Вермахту. В сучасних австрійських збройних силах спадкоємцем дойчмайстерів став 1-й віденський єгерський батальйон.
Штаб-квартири — Мостар (1903), Відень (1904–1914). Особовий склад розміщувався в Россауерських казармах. До 200 річчя полку на площі перед казармами було встановлено монумент «Граф Соро при Коліні, 1757».

## Бойовий шлях
Полк брав участь в Австро-турецьких війнах, Семирічній війні, Наполеонівських війнах, Угорській революції 1848–1849 рр., Австро-прусській війні та в Першій світовій війні.

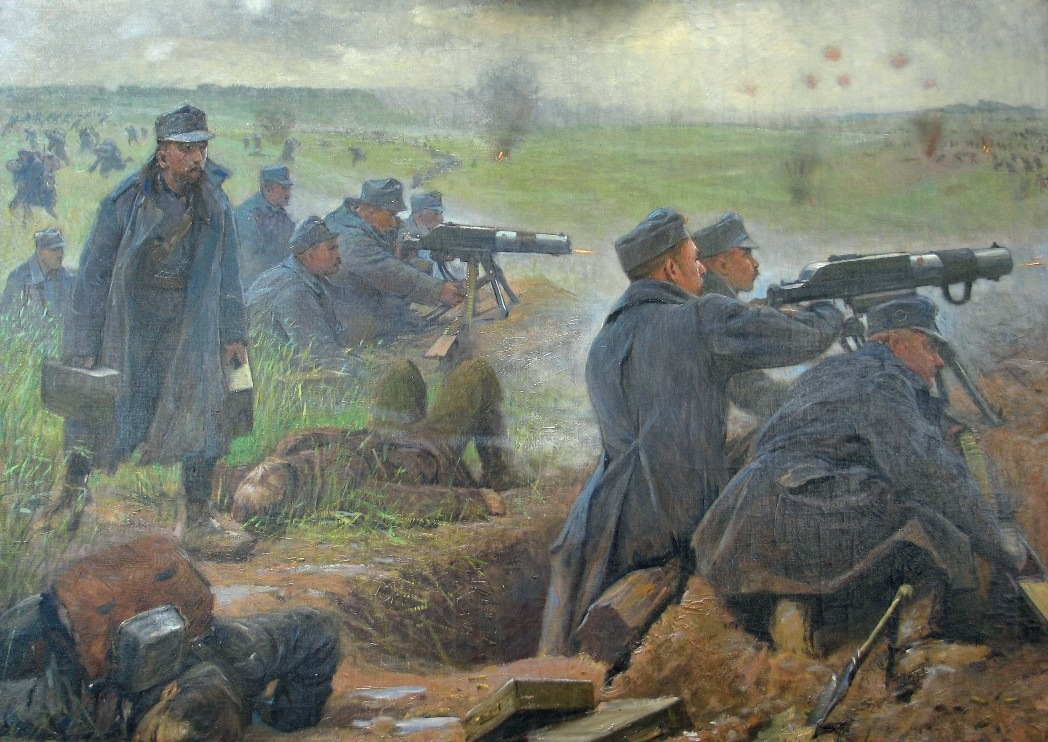
Другий кулеметний відділ 4-го піхотного полку обороняє Сокаль. 20 липня 1915 р.

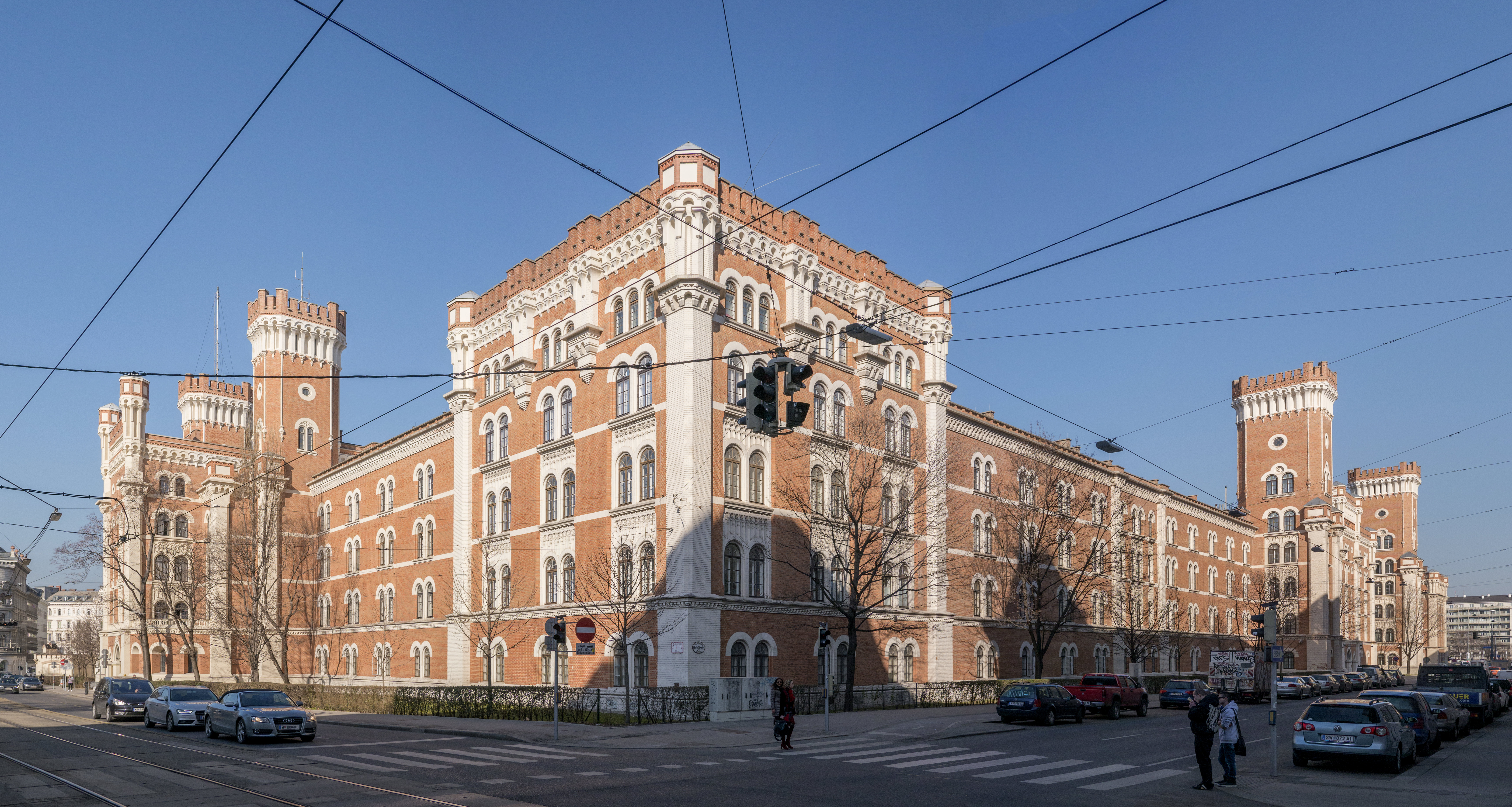
Россауерівські казарми. 2015 р., Відень.

11 вересня 1697 року полк відзначився в битві під Зентою, за що від імені Євгена Савойського було направлено лист подяки командиру полку, барону Даміану Уго фон Фірмонту цу Неерзену.

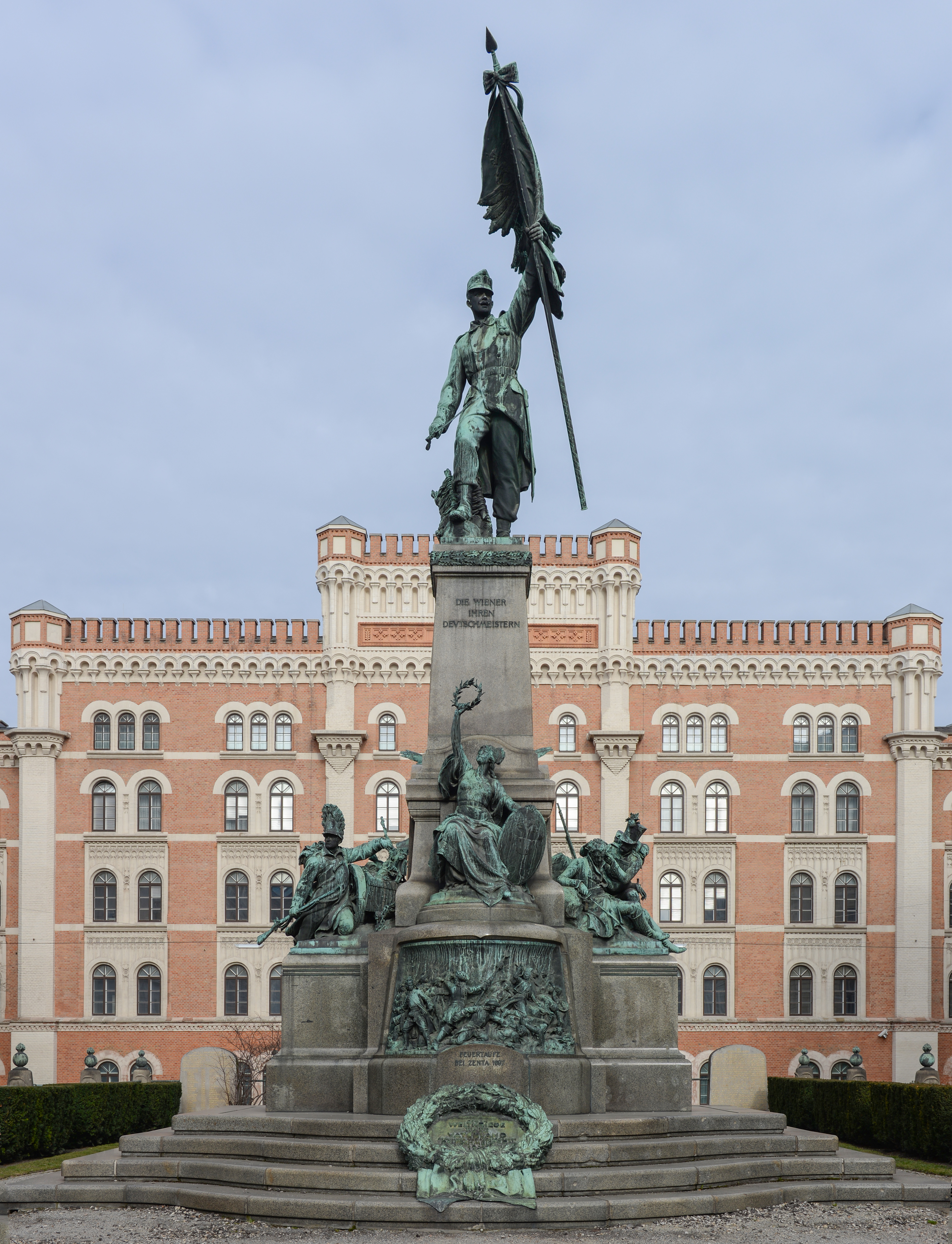
Монумент 4-му піхотному полку, встановлений на честь 200 річчя полку. Відень.

У 1717 році під Белградом відзначився командир Даміан Казімір фон Дальберг, а 18 червня 1757 року в битві при Коліні (одна з битв Семирічної війни) полк розбив досі непереможну прусську армію Фрідріха Великого, після чого день 18 червня став полковим святом, а після війни на території Віденського лісу (у передмісті Відня) було зведено полкові казарми. З 1769 полк отримав іменний 4-й номер.

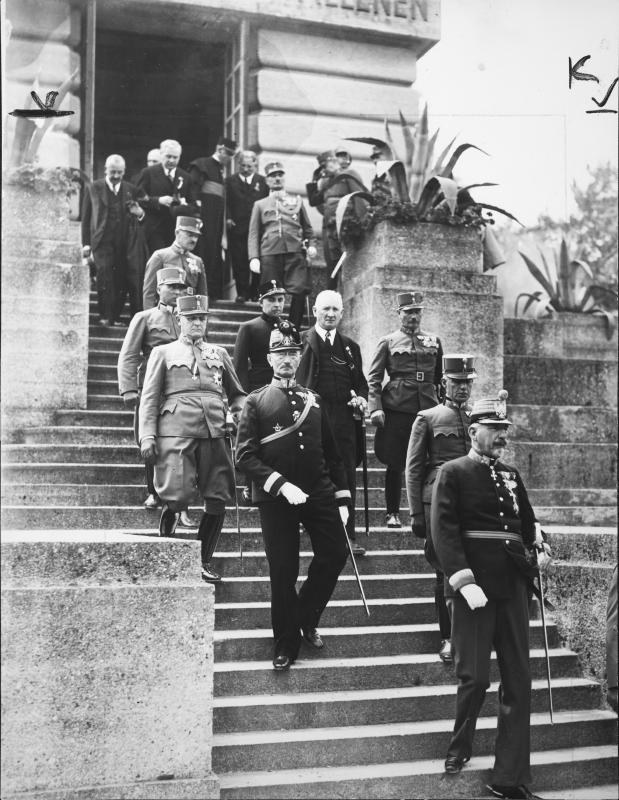
Церемонія пам'яті героїв дойчмайстерів (після Сокальської битви 1915 р.). Ерцгерцог Євген в уніформі німецького полковника.

У 1799 брав участь у битві при Нові під командуванням Олександра Суворова. У завзятому багатогодинному бою полк втратив до 3/4 особового складу та майже всіх офіцерів.
Під час Першої світової війни полк перебував на східному фронті.

У липні 1915 року полк відіграв ключову роль у битві під Сокалем, зокрема в штурмі міста та подальших боях за Гору Сокаль. Частини полку під командуванням полковника Франца Гассентойфеля з півдня штурмували Сокаль 15–18 липня 1915 року. Після успішного форсування річки Західний Буг підрозділ у складі 25-ї піхотної дивізії звільнив місто з південного боку.

## Склад
- 1-й батальйон (1903: Мостар,1904–1911: Відень, 1912–1914: Воллесдорф);
- 2-й батальйон (1903: Мостар, 1904–1914: Відень);
- 3-й батальйон (1903: Мостар, 1904–1914: Відень);
- 4-й батальйон (1903–1907: Відень, 1908–1914: Коніц).[3]

Національний склад (1914):
- 95% — німці;
- 5% — інші національності.

## Почесні шефи
- 1696: Франц Людвіг Пфальц-Нейбурзький;
- 1853–1863: ерцгерцог Максиміліан Йосиф;
- 1863–1894: ерцегрцог Вільгельм Австрійський;
- 1894–1918: ерцегрцог Ойген Австрійський.

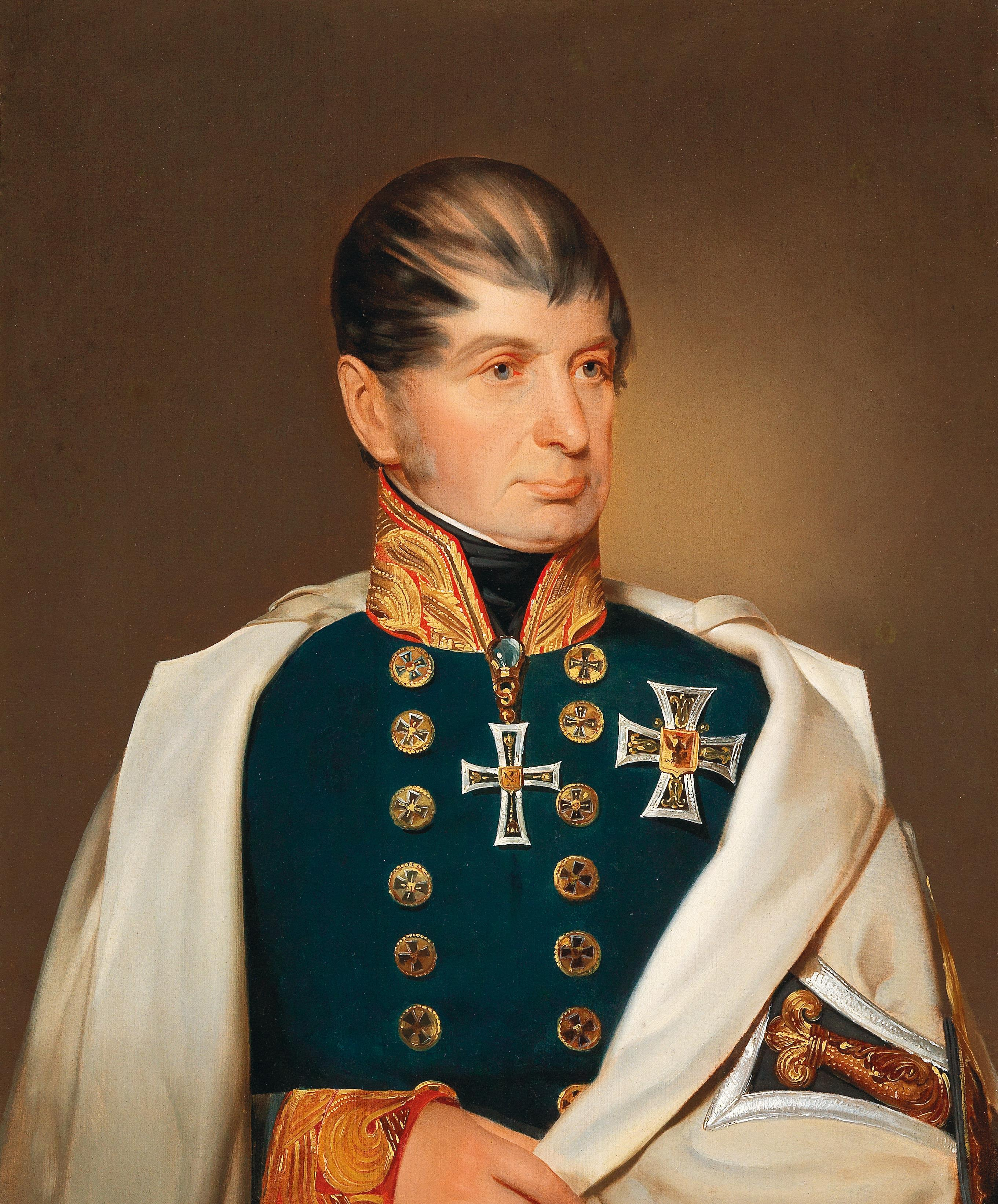
Ерцгерцог Максиміліан Йосиф.
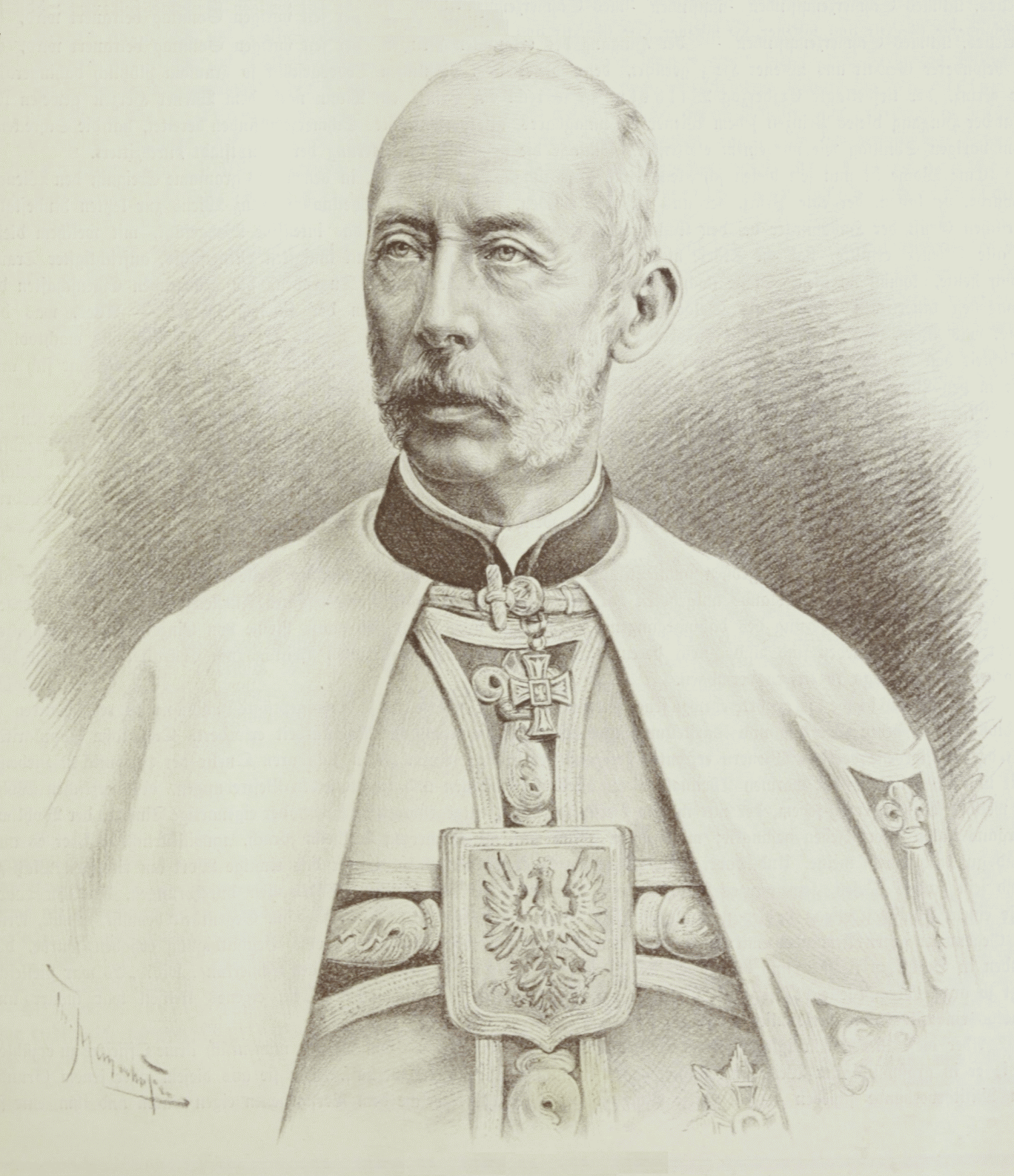
Ерцгерцог Вільгельм Австрійський.
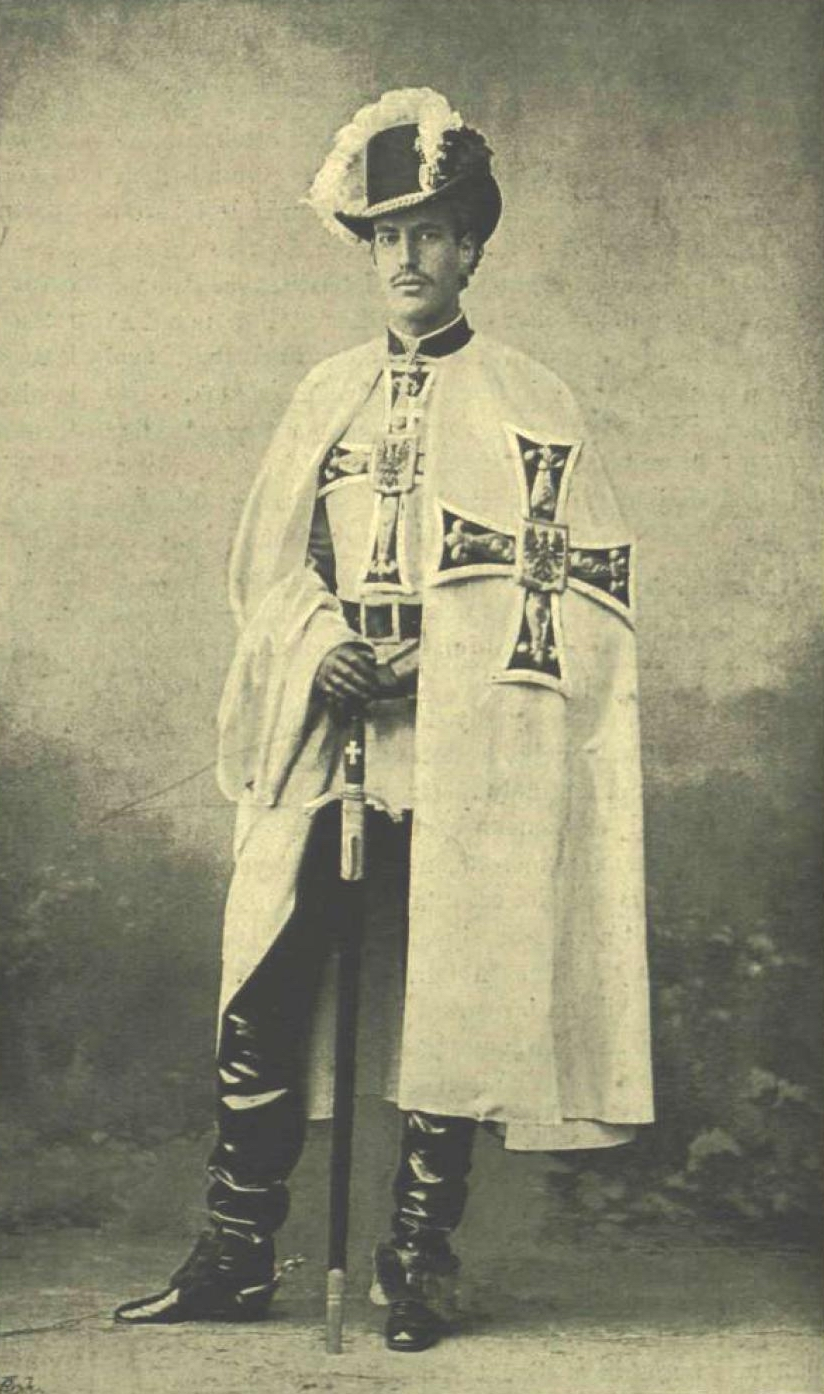
Ерцгерцог Ойген Австрійський.

## Командування
- 1697: барон Даміан Уго фон Фірмонт цу Неерзен;
- 1859: полковник Йоган Плохль;
- 1865: полковник Йоган Тьопли фон Хоенфест;
- 1879–1895: полковник Густаф Борозіні фон Хоенштерн;

- 1895–1900: полковник Фердинанд Пфайффер;
- 1903–1904: полковник Норберт Кнопп фон Кірхвальд;
- 1905–1908: полковник Хуго Далер;
- 1909–1912: полковник Едуард Пьольц;
- 1913: полковник Едуард Стерц фон Понтегуерра;
- 1914: полковник барон Людвіг фон Хольцхаузен.[3]

## Підпорядкування
2-й піхотний полк підпорядковувався 25-й піхотній дивізії, 2-го армійського корпусу.

## Однострій
Перед Великою війною полк мав стандартний однострій німецьких полків піхоти Спільного війська Австро-Угорщини. Полковим кольором був світло синій. Прикладним металом – жовтий. Як і переважна більшість австро-угорських полків дойчмейстери мали власні відзнаки (каппени) на головні убори. Нині відомі два різновиди таких відзнак. Відзнака 1916 р. виготовлялась з металу із застосуванням емалей. Містила на собі символіку Тевтонського ордену. Друга відзнака була виготовлена у 1917 р., на згадку про Різдво на фронті. Вона мала більш простий вигляд.

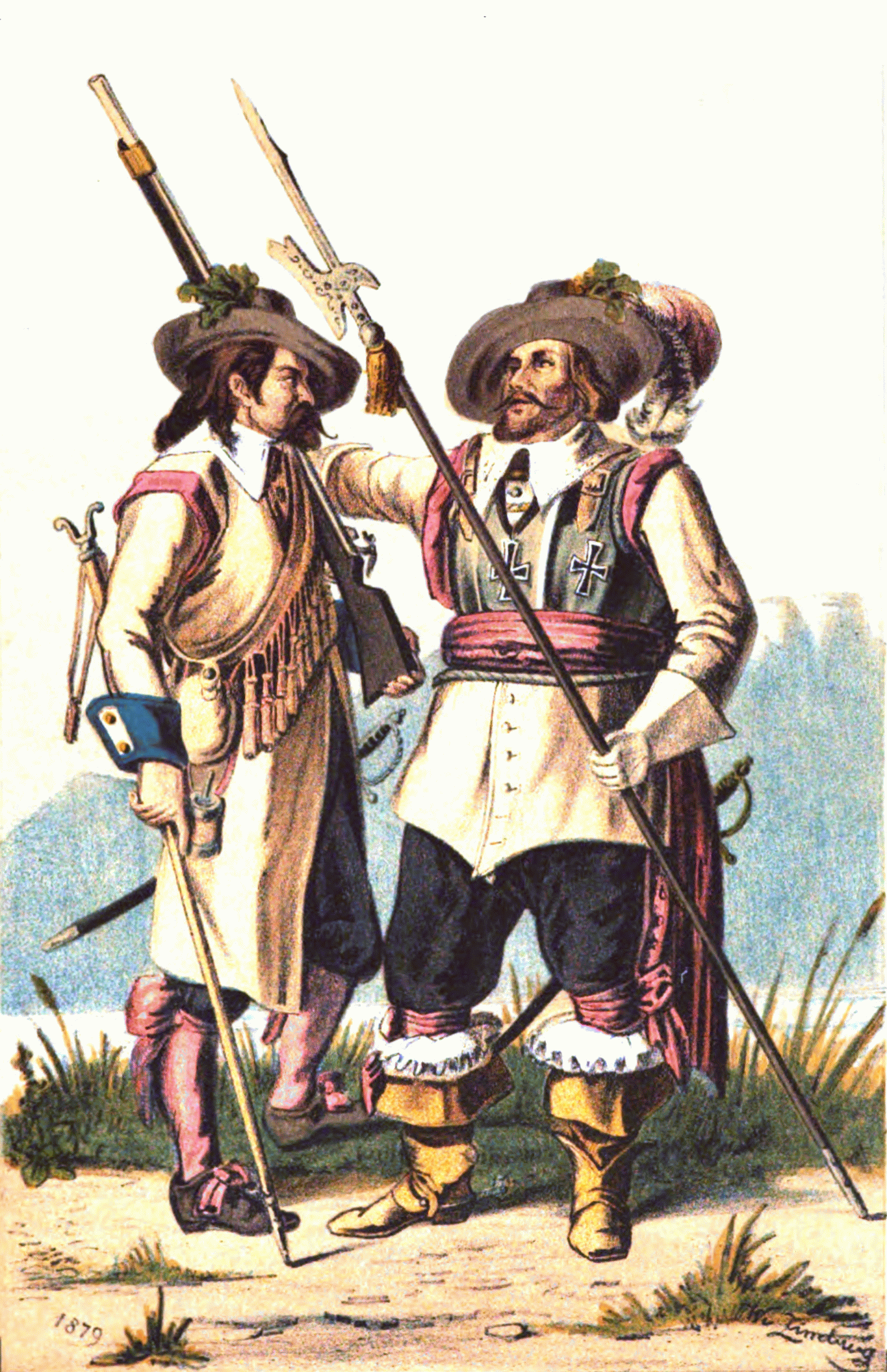
Мушкетер та гауптман полку у 1696 р.
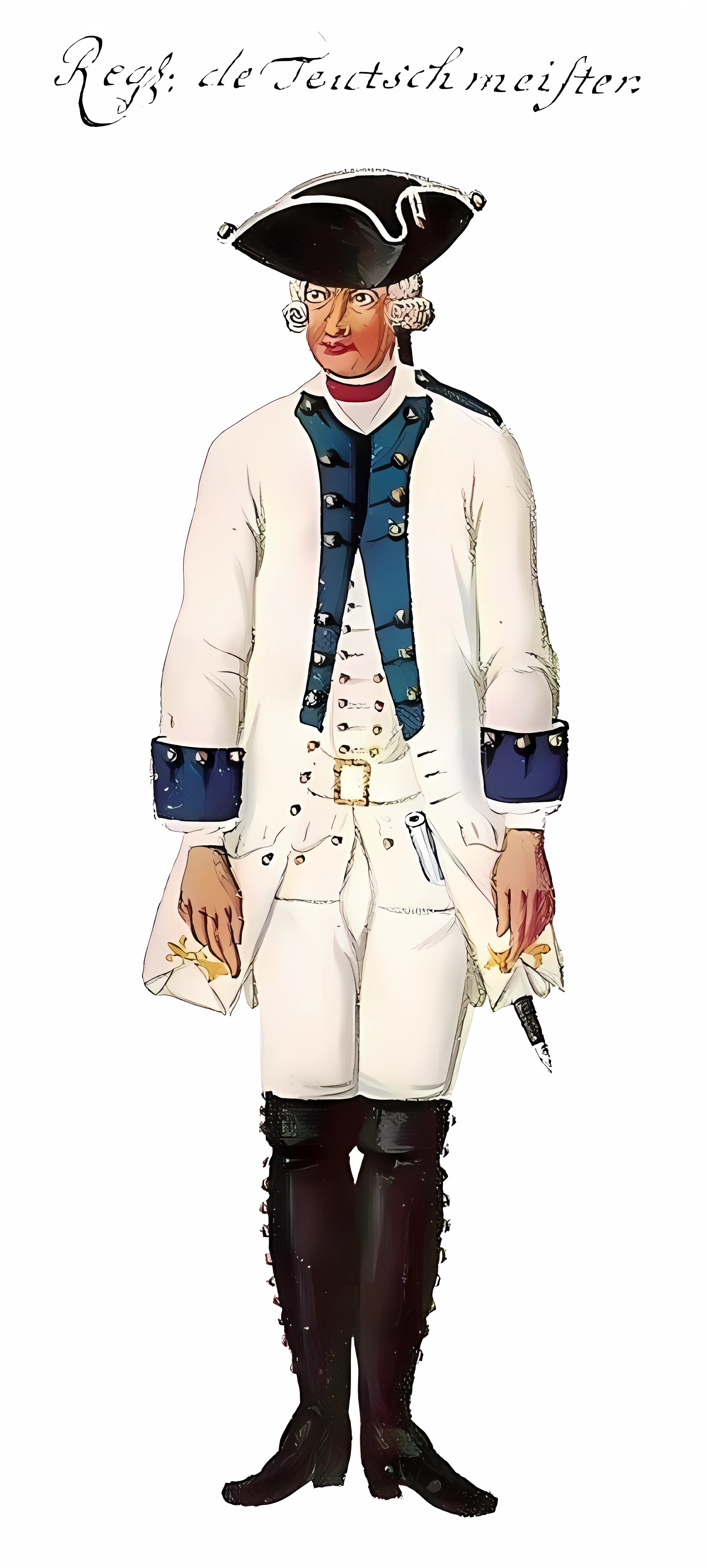
Однострій полку часів Семирічної війни.
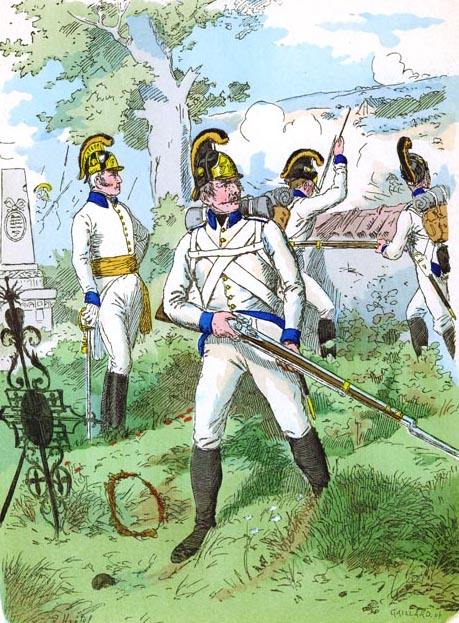
Вояки 4-го полку у 1804 р.
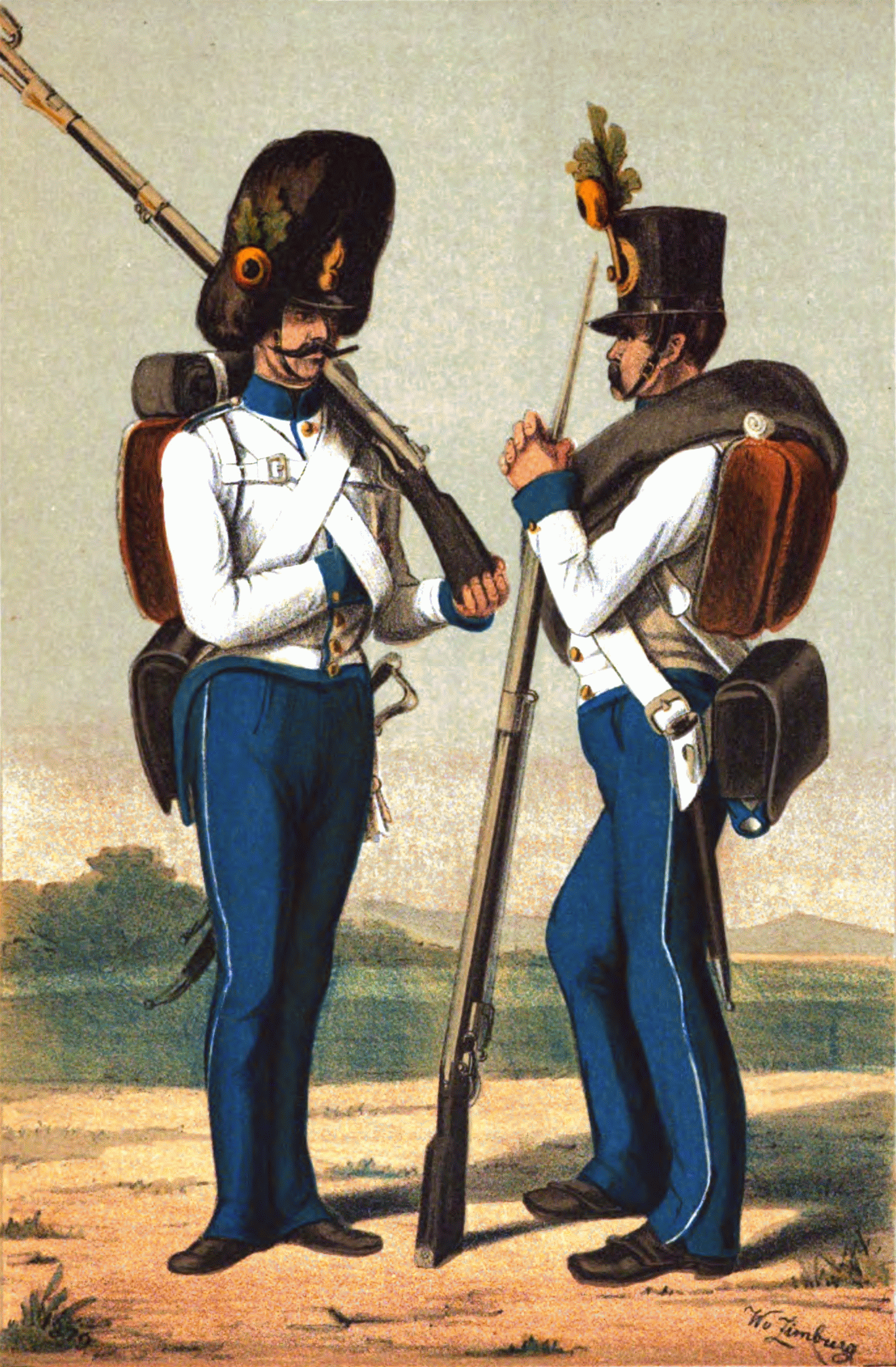
Піхотинець та гренадер 4-го полку 1836–1848 рр.
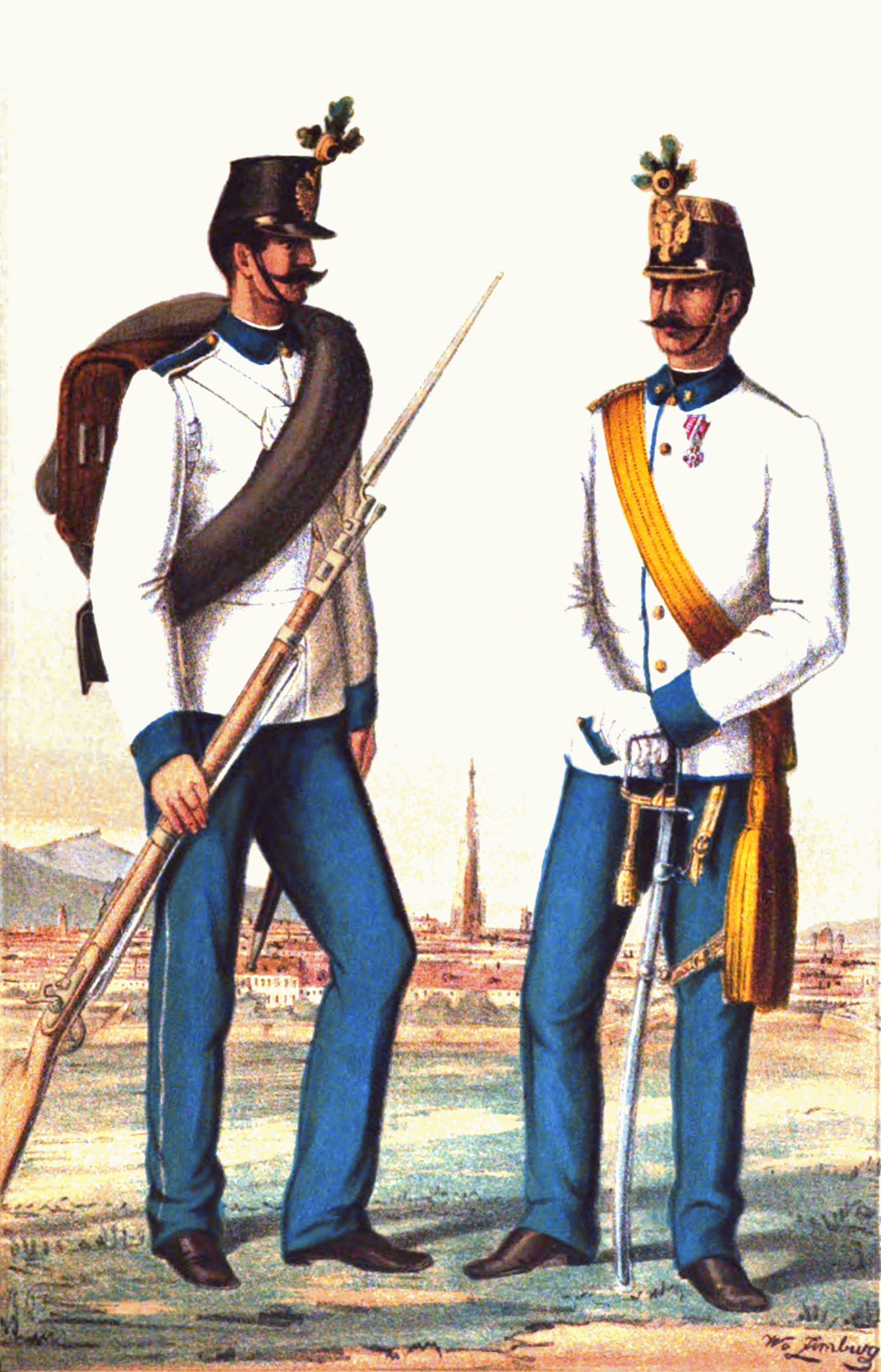
Офіцер та вояк 4-го полку 1860–1867 рр.
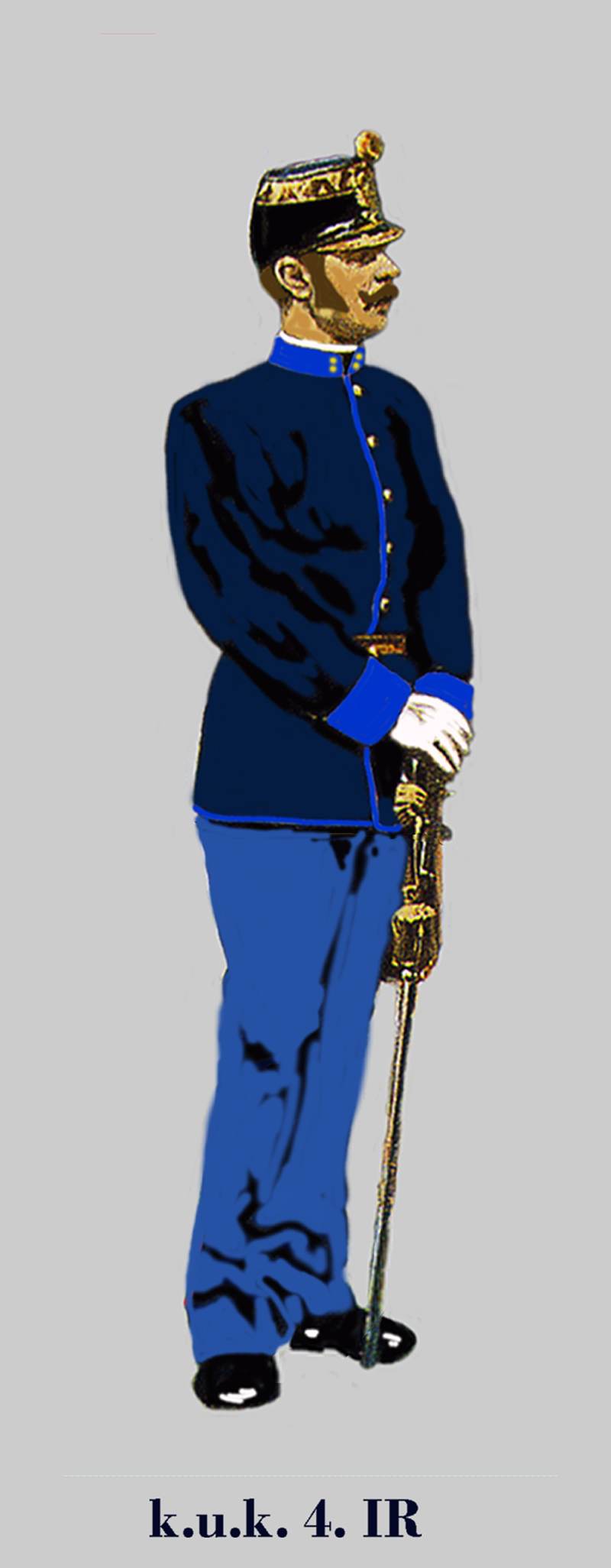
Оберлейтенант 4-го полку в парадній формі, 1914 р.
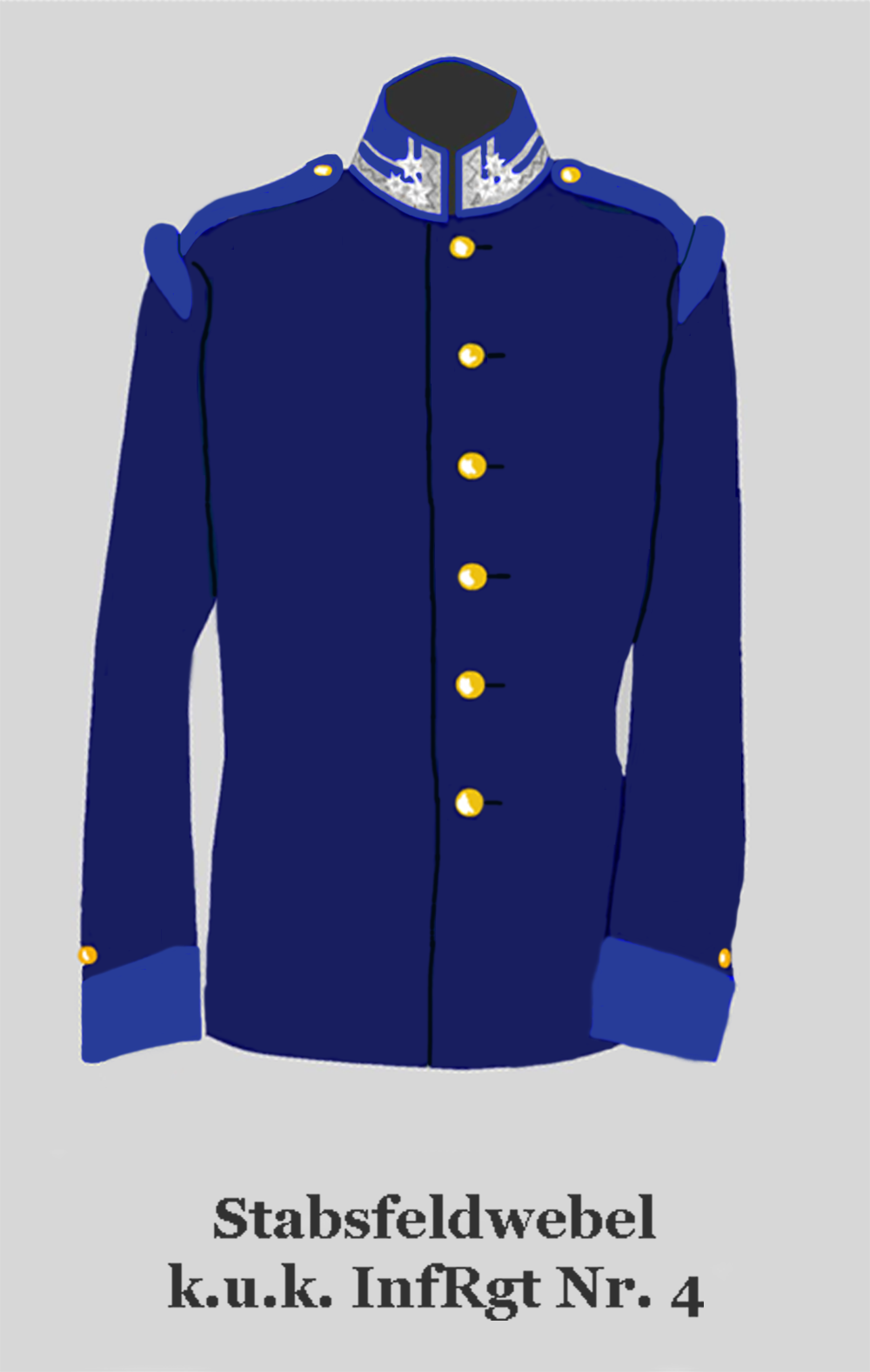
Парадний кітель штабсфельдфебеля 4-го полку, 1914 р.
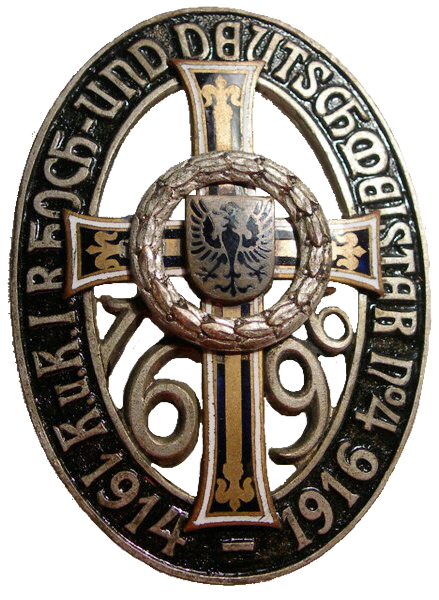
Каппен 4-го піхотного полку.
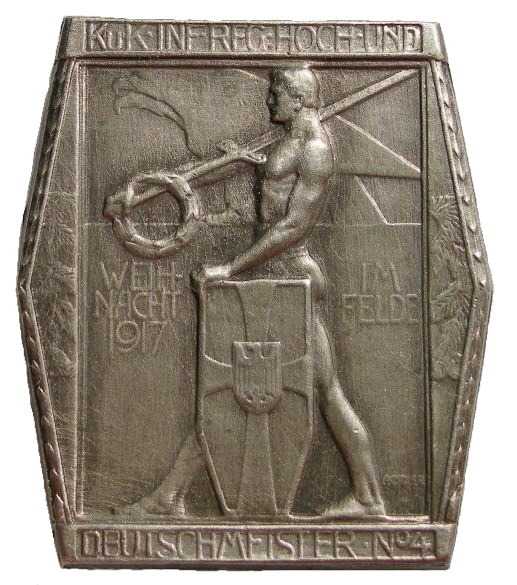
Каппен 4-го піхотного полку (1917 р.). Різдво в окопах.
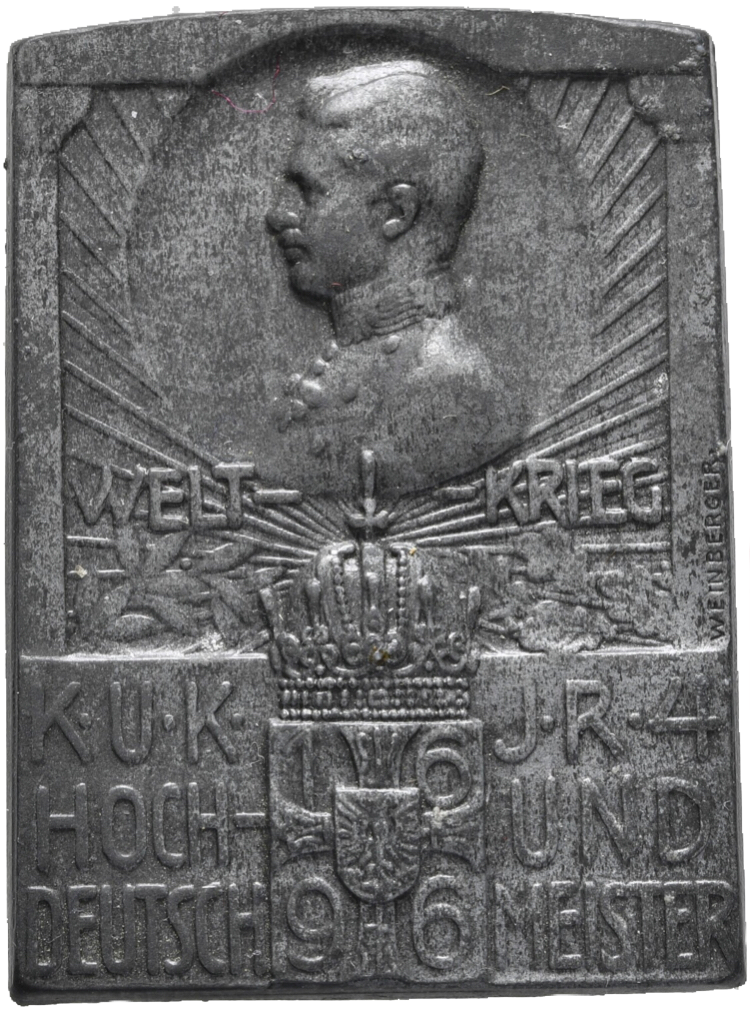
Каппен 4-го піхотного полку.

## Галерея

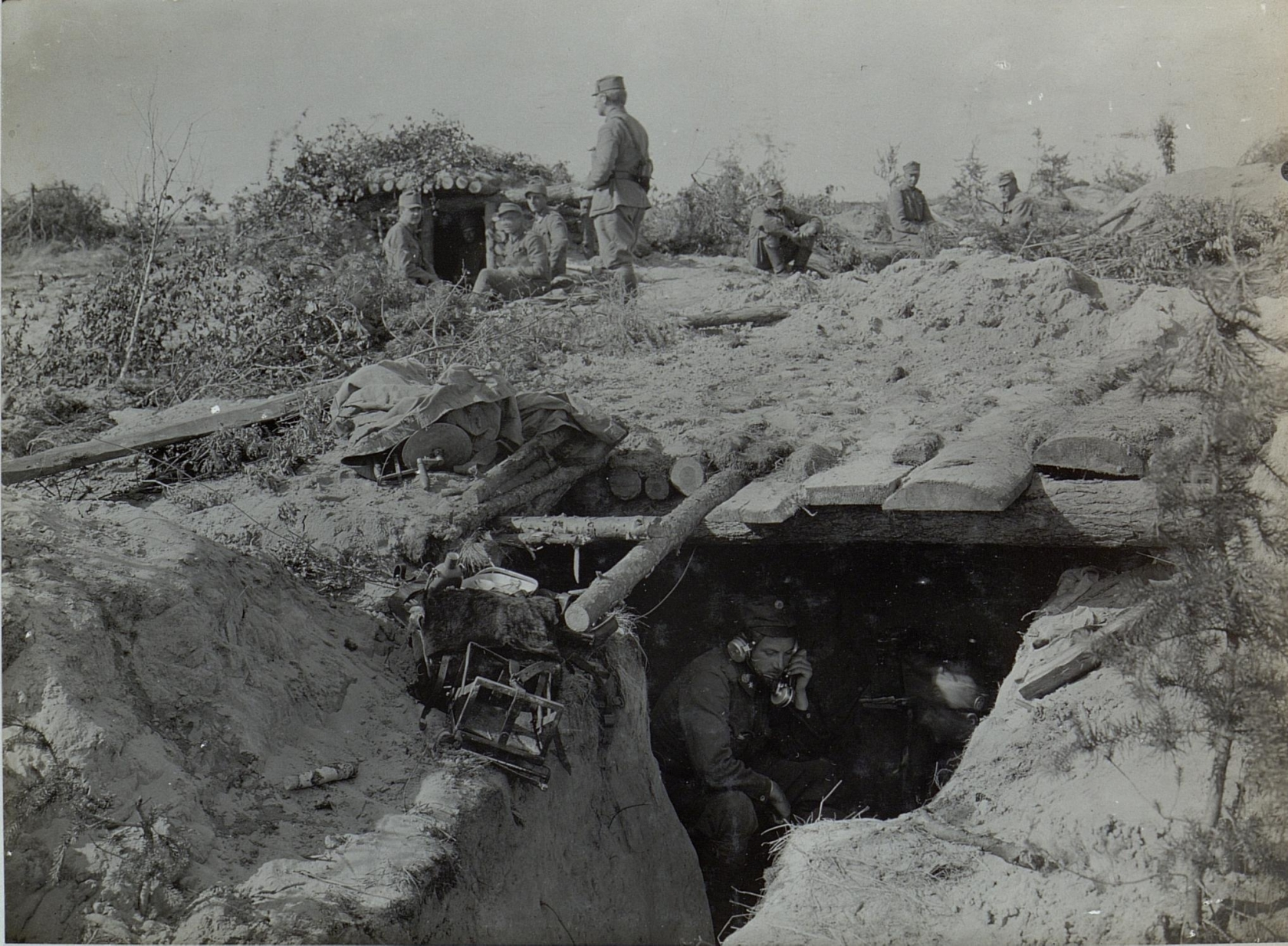
Відділ зв'язку в окопах 4-го піхотного полку. 1916 р.
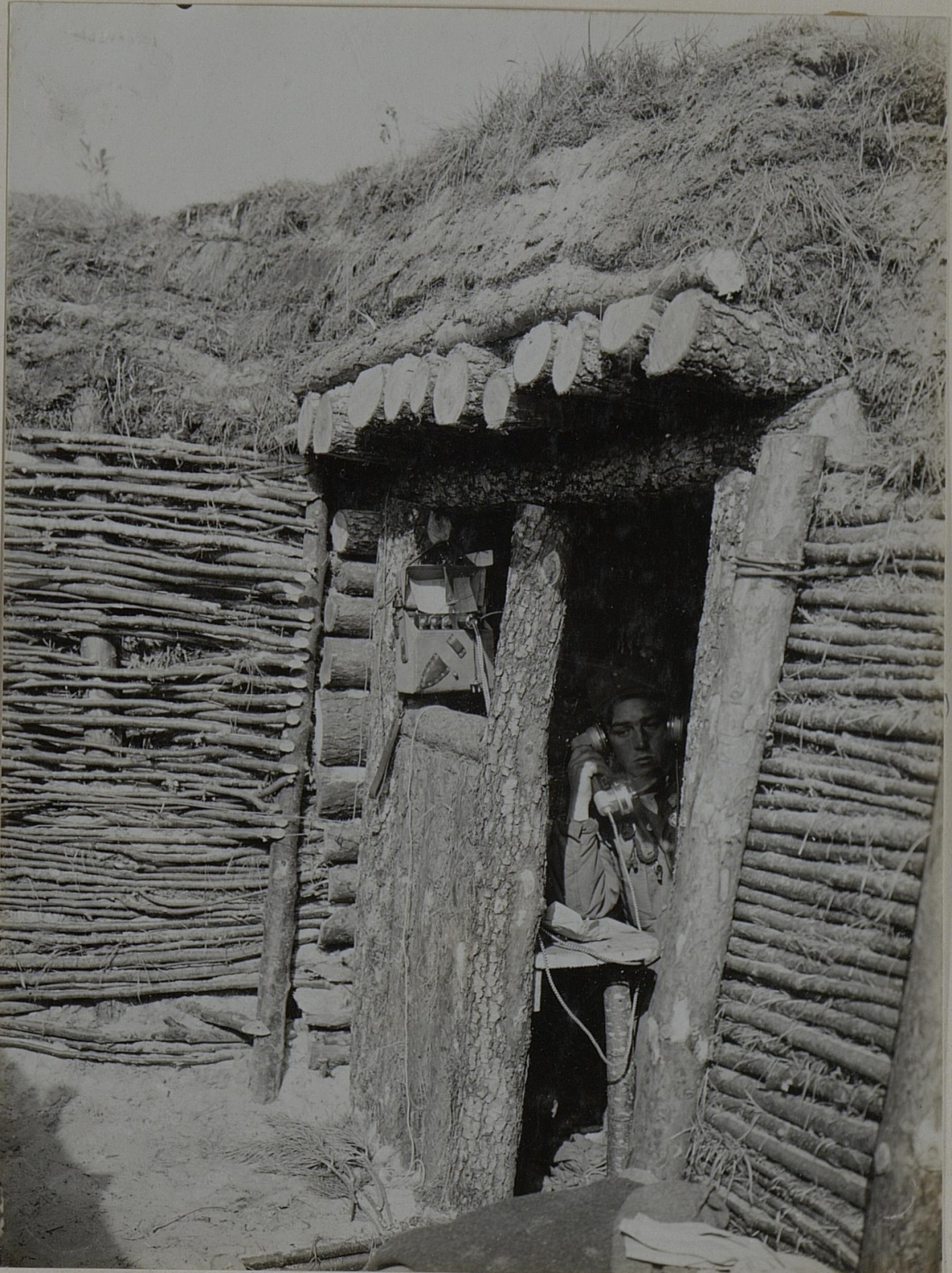
Відділ зв'язку, 1916 р.
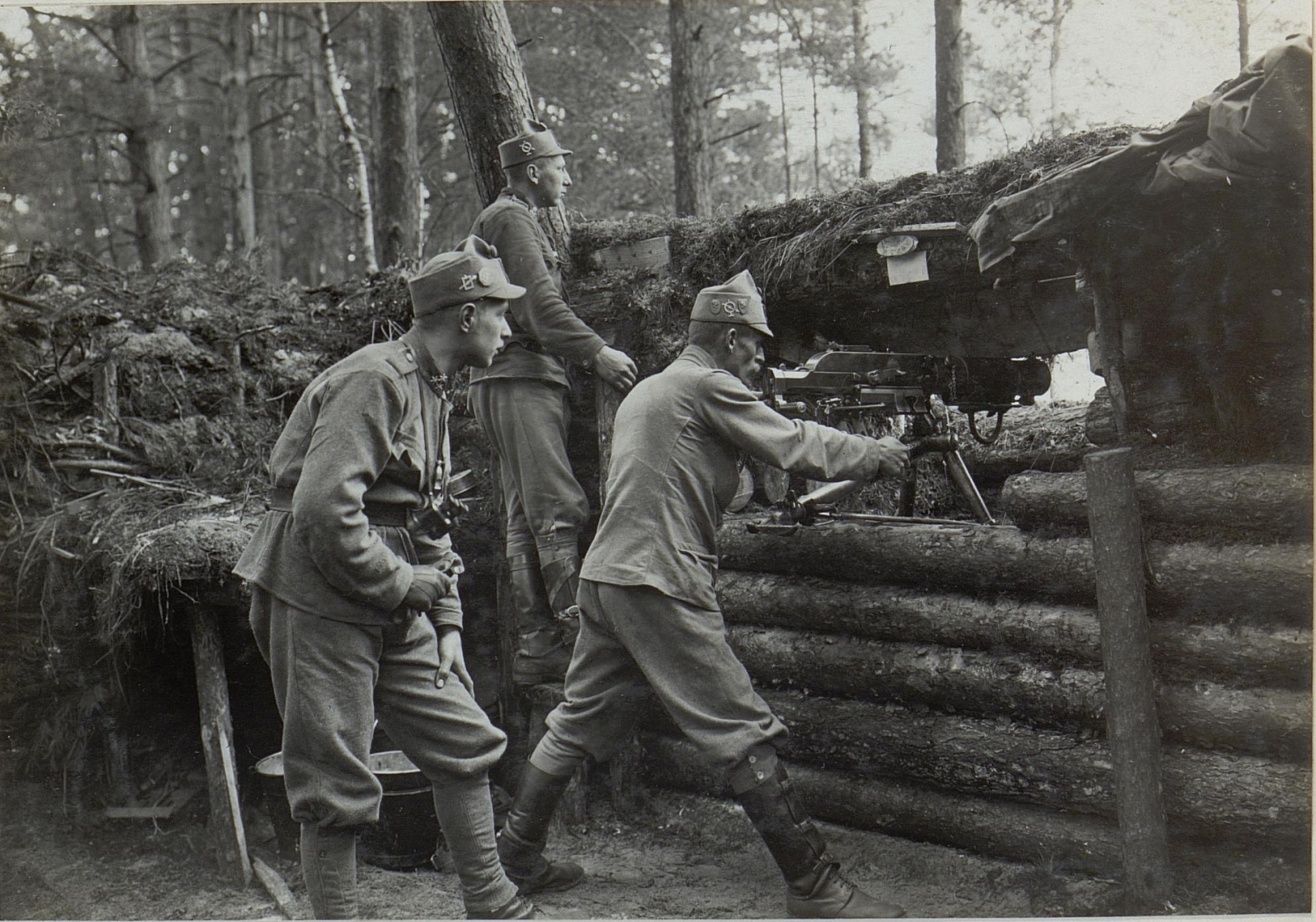
Кулеметний відділ в лісі на позиції. 1916 р.
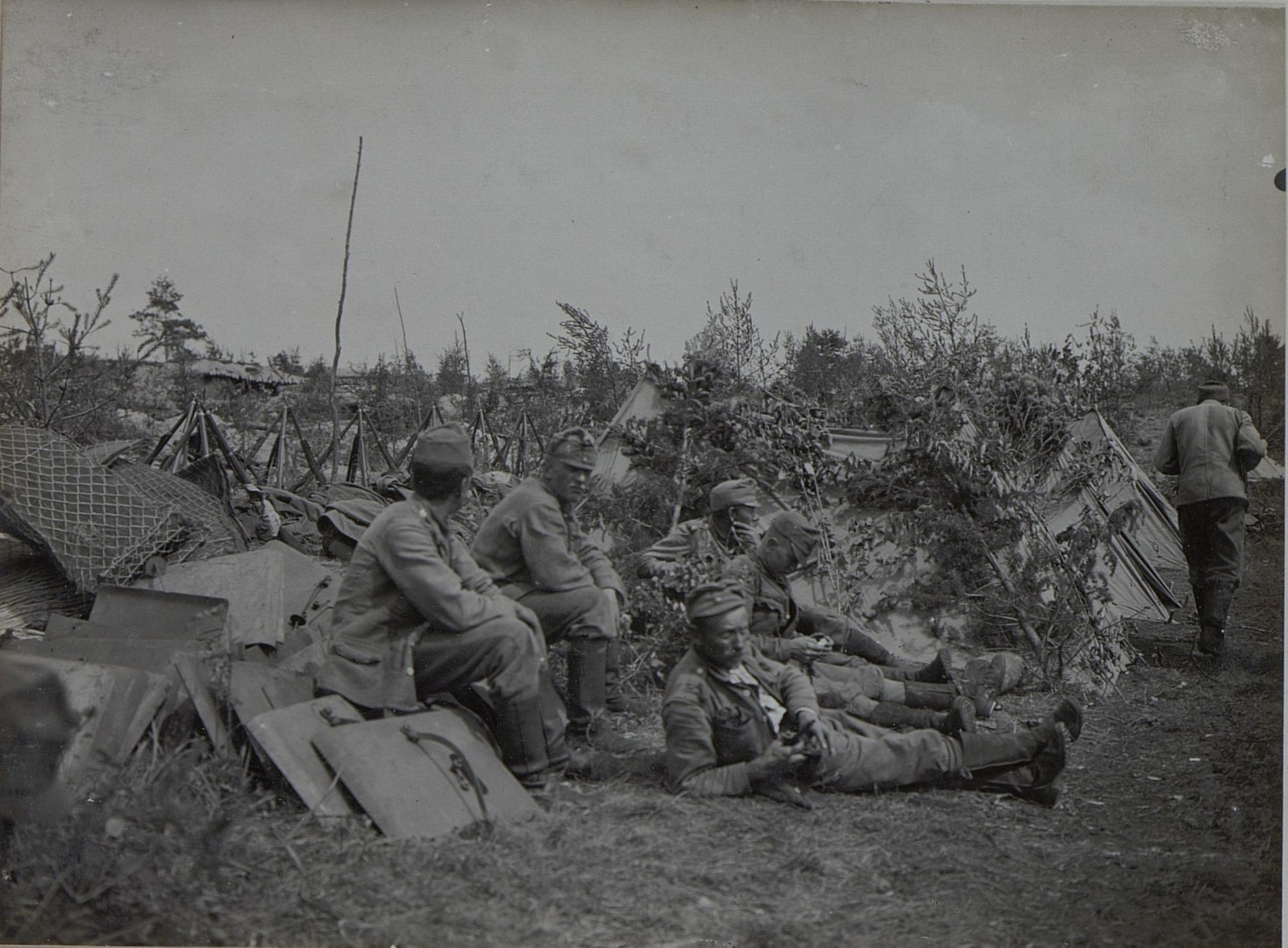
Замасковані намети, 1916 р.
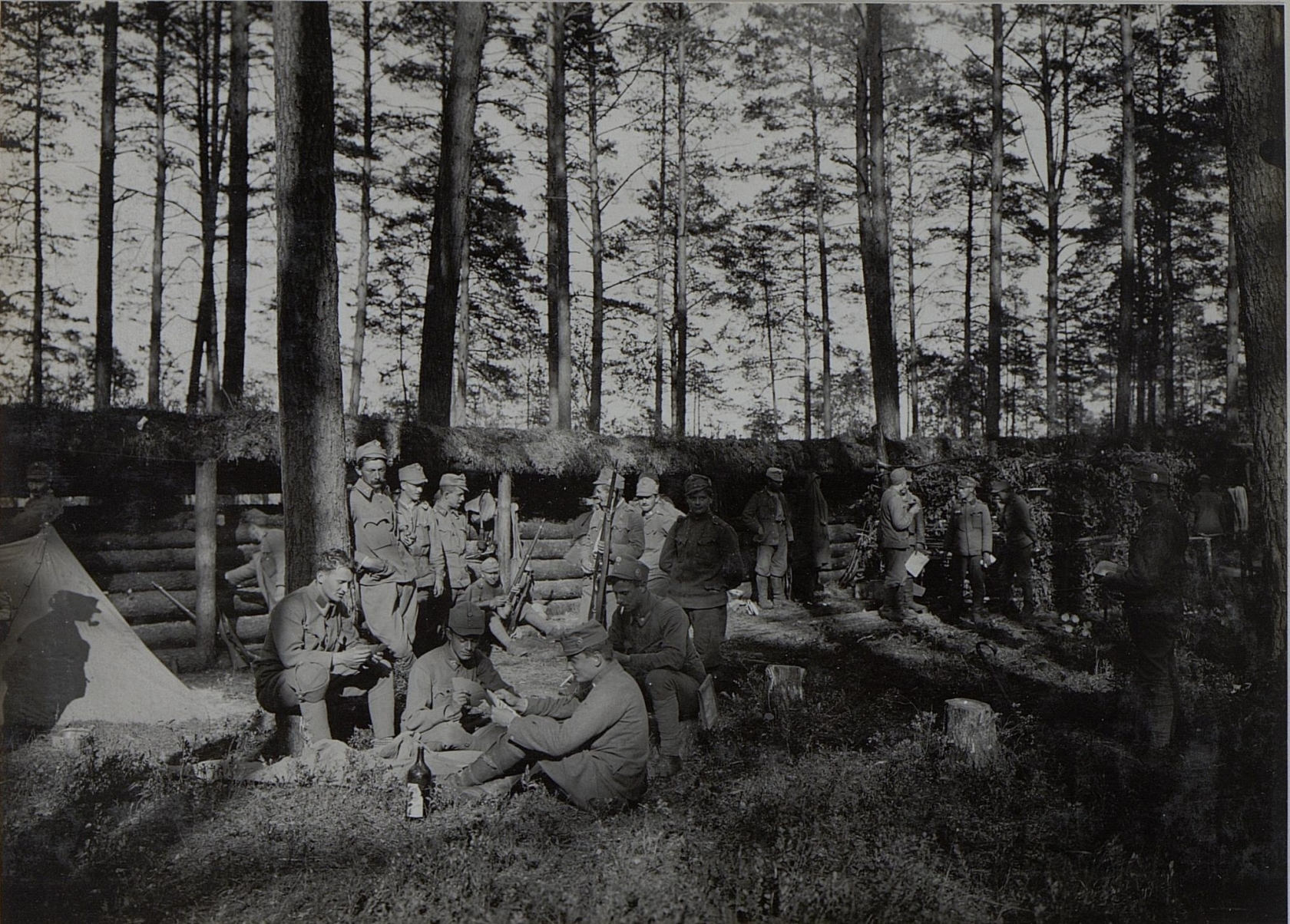
Позиція 8-ї роти в лісі біля с. Стратин (Івано-Франківська область), 1916 р.
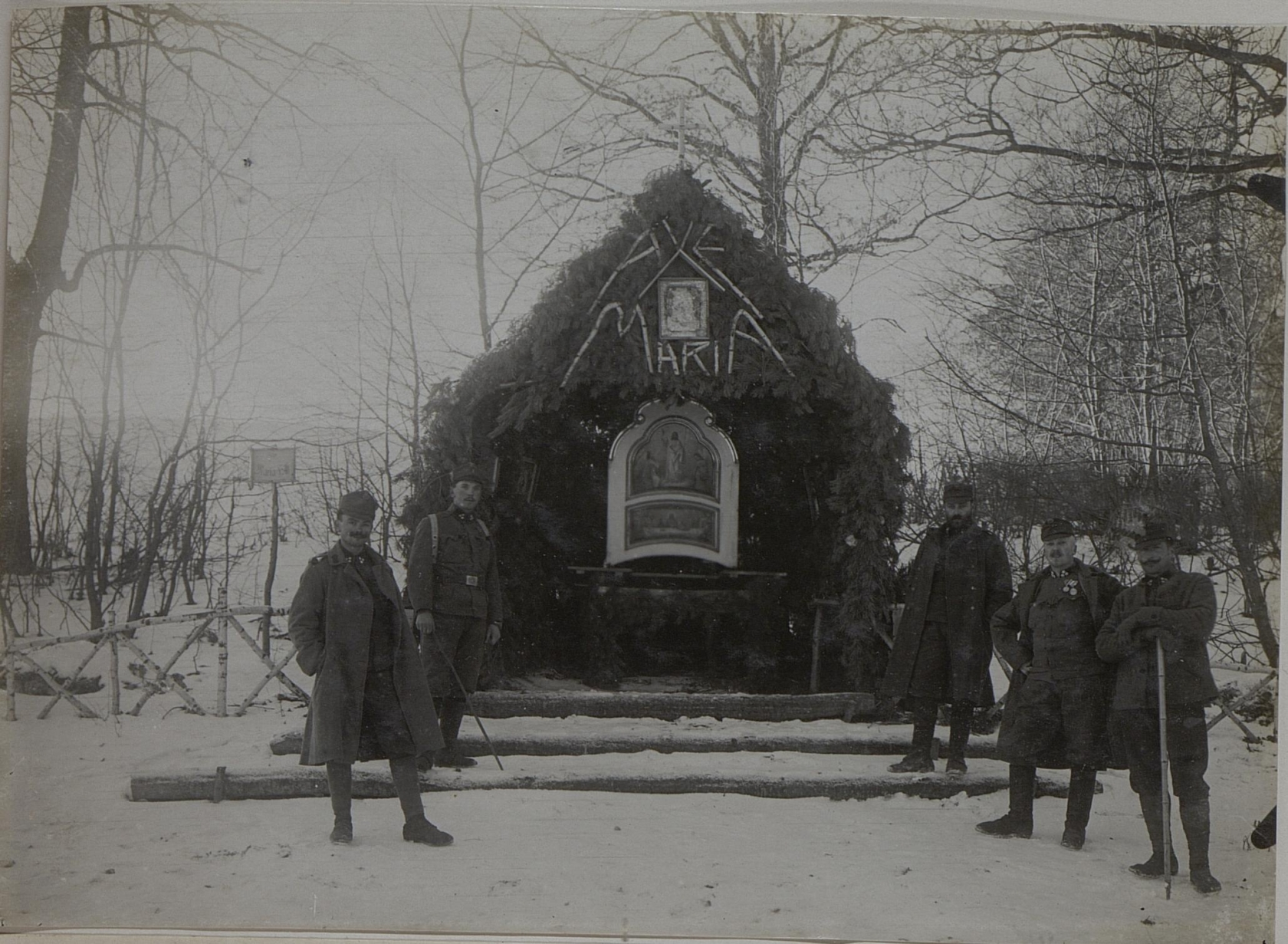
Польова каплиця в таборі 3-го батальйону на північний схід від с. Олександрівка (Рівненська область), 1916.
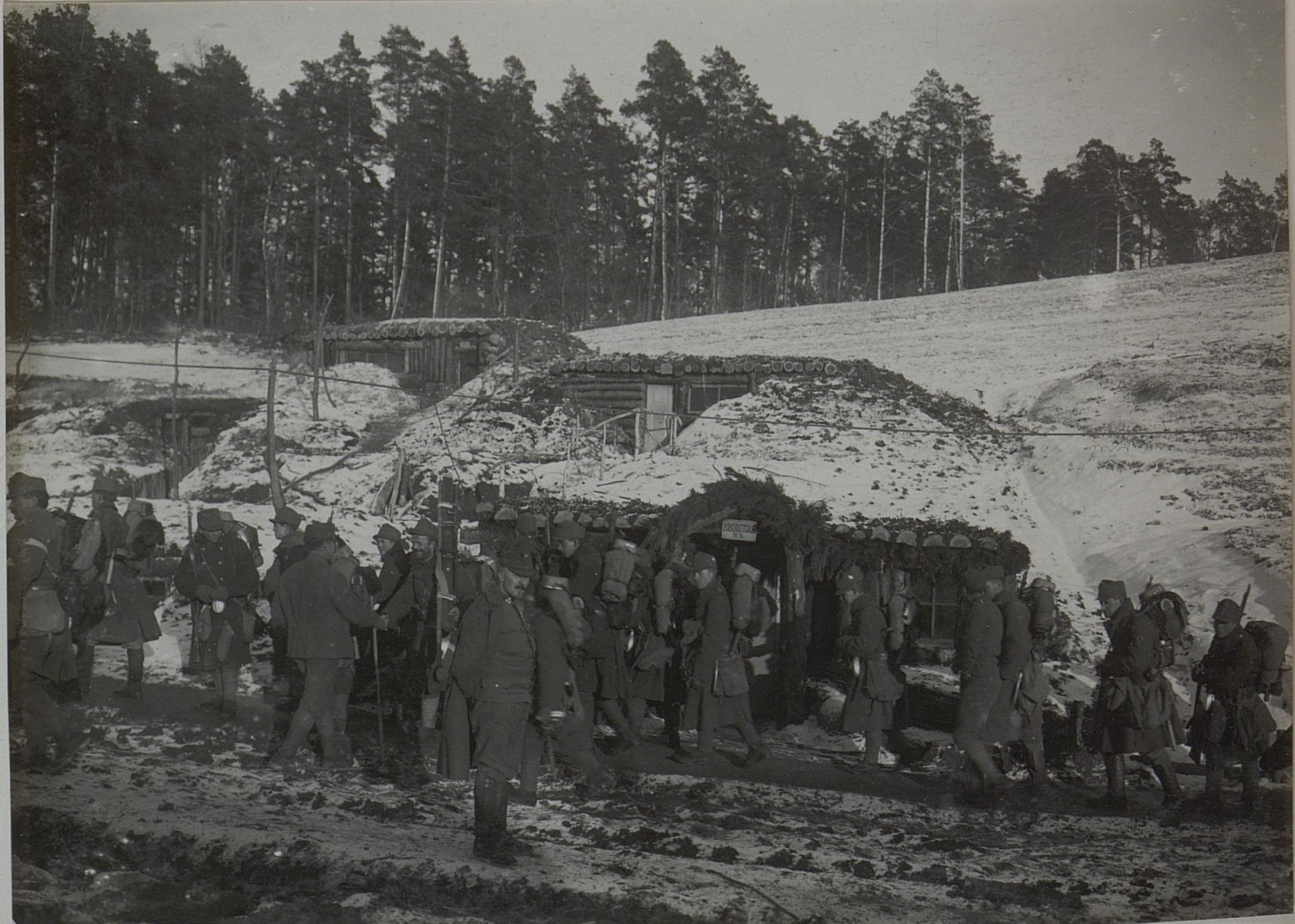
9-а рота 3-го батальйону біля с. Олександрівка (Рівненська область), 1916.
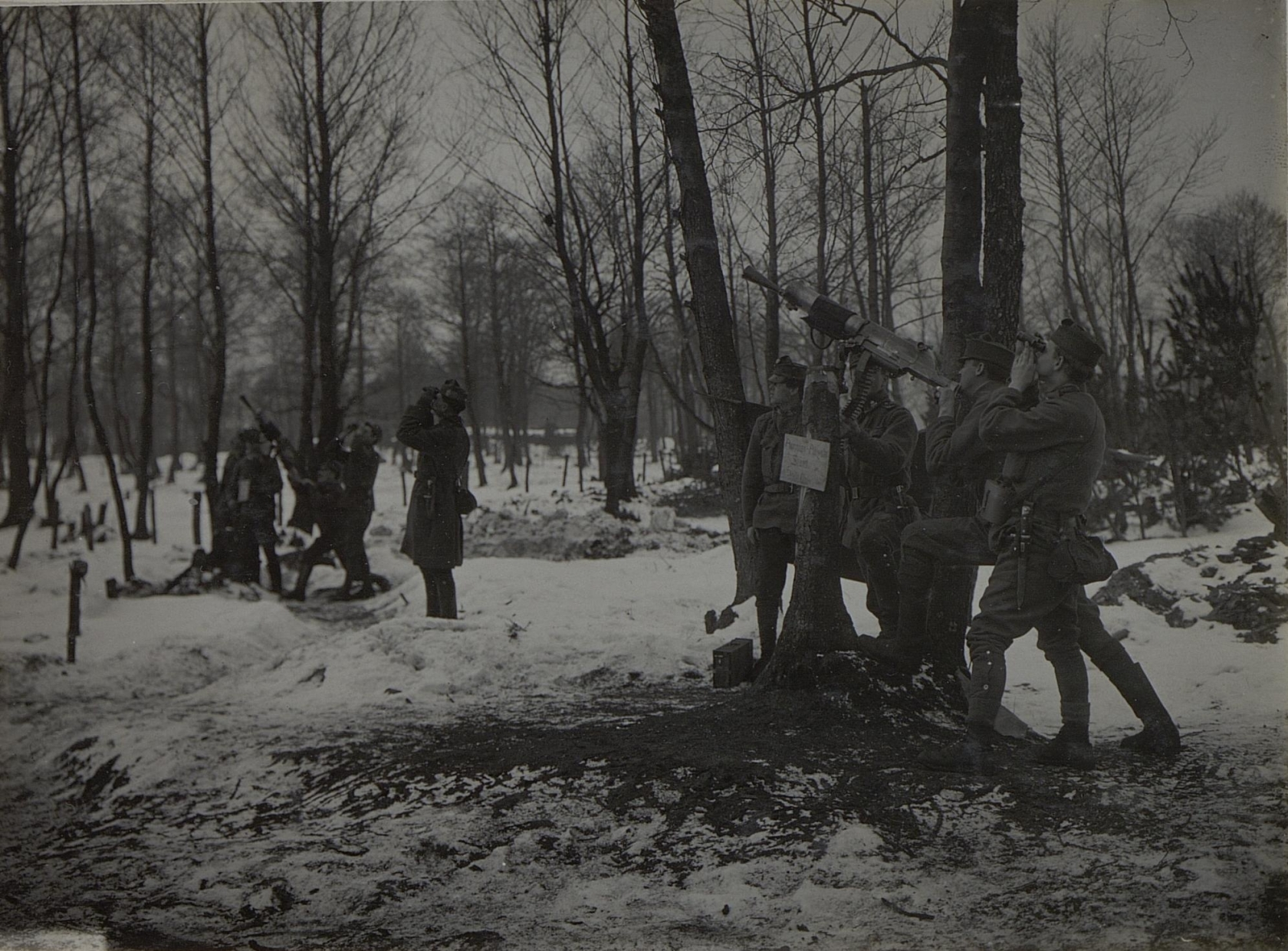
Бійці полку ведуть обстріл ворожої авіації, 1916.

## Військовослужбовці
- Роберт Штольц (25 серпня 1880, Грац — 27 червня 1975, Західний Берлін) — австрійський композитор, диригент. Був капельмейстром в 2-му піхотному полку;
- Едвард Ридз-Сміглий (11 березня 1886, м. Бережани — 2 грудня 1941, м. Варшава) — польський військовий і політичний діяч, маршал Польщі (1936);
- Юліус Рінгель (16 листопада 1889, Каринтія — 11 лютого 1967, Баєріш-Гмайн, Баварія) — австрійський та німецький воєначальник часів Третього Рейху, генерал гірсько-піхотних військ (1944) Вермахту.